# Palacio de Deportes Acuáticos de Kazán
El Palacio de Deportes Acuáticos de Kazán es uno de los recintos deportivos bajo techo más importantes de Rusia, construido para la Universiada de Verano de 2013 y en el año 2015 fue sede de los 16.os Campeonatos Mundiales de la FINA.
Este recinto deportivo está ubicado en la ribera del río Kazanka, en el distrito de Novo-Savinovsky del centro de la ciudad de Kazán, República de Tartaristán, Rusia, cerca del estadio Kazán Arena y del Palacio de Deportes Ak Bars. 
El Palacio de Deportes Acuáticos está diseñado para las competiciones y entrenamientos de los deportes acuáticos: natación, natación sincronizada, saltos y waterpolo. También se puede reconvertir para desarrollar otras actividades deportivas —buceo, piragüismo en eslalon, natación recreativa y rehabilitación para niños con discapacidades, natación con aletas, gimnasia acuática, yoga, ajedrez, wushu, boxeo, danza moderna y bailes de salón—.

## Historia

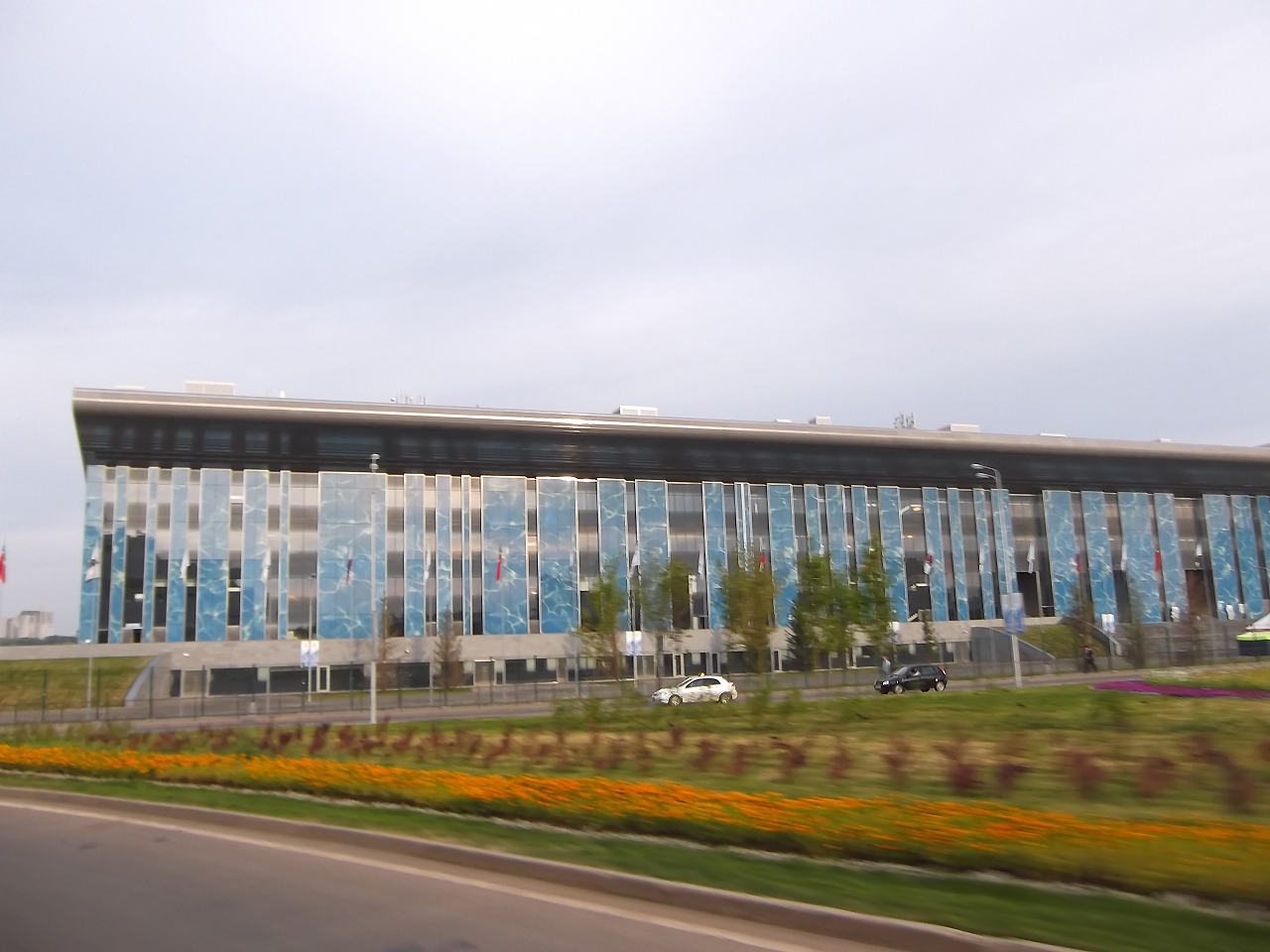
Vista exterior del Palacio de Deportes Acuáticos

El Palacio de Deportes Acuáticos fue construido entre septiembre de 2009 y octubre de 2012, con un proyecto gestionado por el Directorio Ejecutivo para Proyectos Deportivos de Kazán, integrado por el gobierno de la Federación Rusa, la República de Tartaristán, la unidad municipal de la ciudad de Kazán y la Unión de Estudiantes de Deportes de Rusia, para la organización de la Universiada de Verano de 2013. Con una inversión de 115 millones de $ (90 millones de € aproximadamente), el diseño y construcción fue adjudicado mediante concurso a un consorcio de firmas inglesas y rusas especializadas en arquitectura e ingeniería: «SPEECH Tchoban & Kuznetsov» —un estudio de arquitectura y diseño con sede en Moscú, con experiencia en Rusia y Alemania—, «Ove Arup» —una empresa británica, diseñadores del estadio Nido de Pájaro de los Juegos Olímpicos Pekín 2008— y «PSO Kazan ООО» —empresa rusa de diseño y construcción establecida en la República de Tartaristán—.
Después de su apertura oficial el 12 de abril de 2013, en el Palacio de Deportes Acuáticos se han llevado a cabo una serie de eventos de alto nivel internacional, entre ellos las competiciones de natación, natación sincronizada y saltos de las XXVII Universiadas de Verano (del 5 al 17 de julio de 2013), el «Grand Prix de Saltos» de la FINA (29 al 31 de mayo de 2013) y el torneo de saltos «Cuatro Naciones» (6 al 8 de diciembre de 2013).
A finales de 2014, el Palacio de Deportes Acuáticos de la ciudad de Kazán se adjudicó un diploma y un premio especial en nombre del consejo de expertos de la revista autorizada del Ministerio de Deportes de la Federación Rusa «SportsFacilities», como la mejor piscina de Rusia.
La competición de saltos de los 16.º Campeonatos Mundiales de la FINA se realizó en esta instalación deportiva, del 24 de julio al 2 de agosto de 2015, siendo una de las sedes principales de este evento.
El Palacio de Deportes Acuáticos es una de las siete instalaciones de formación de la Academia Estatal de Cultura Física, Deporte y Turismo de la Región del Volga, con escuelas para bebés, niños, jóvenes y adultos.

## Descripción

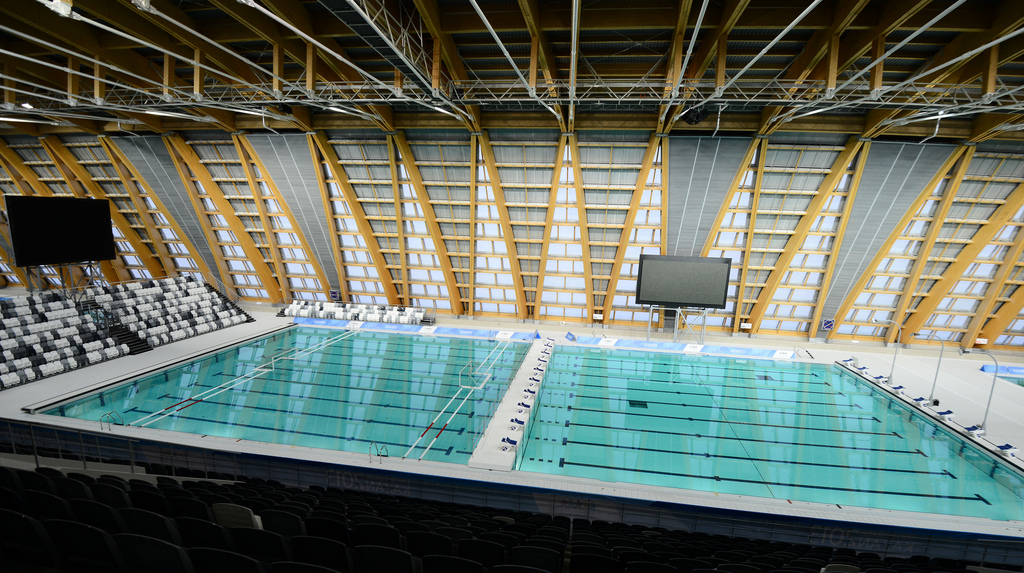
Vista interior del Palacio de Deportes Acuáticos

El Palacio de Deportes Acuáticos tiene una superficie total de 44.125 metros cuadrados, el edificio, con una longitud de 187,5 metros y un ancho de 84 metros y se extiende a lo largo de la orilla del río Kazanka. Incluye una sala principal con piscinas —que es su principal escenario deportivo— y se encuentra cubierto por un techo dinámico (con una altura máxima de 25 metros), que tiene un contorno que se asemeja al movimiento de una onda en la superficie del agua.
El principal elemento expresivo del edificio es una cubierta única —una solución constructiva que ha sido desarrollada conjuntamente por los especialistas de «SPEECH Tchoban & Kuznetsov», «Ove Arup» y «AlkosProject»— conformada por tres bisagras de arcos de madera laminada de barras transversales curvadas que se utilizan como elementos de apoyo, formando una estructura parecida a arcos ojivales en la arquitectura tradicional de la región. La madera procesada utilizada es un material favorable al medio ambiente, que se adapta de manera excelente a condiciones de humedad elevada. La fachada del edificio tiene estructuras translúcidas de vidrio con paneles procesados de acero inoxidable.
El recinto deportivo tiene cuatro piscinas: una fosa de 33 por 25 metros para saltos con una profundidad máxima operativa de 5,5 metros; una piscina de 52 por 25 metros para natación sincronizada con una profundidad máxima operativa de 3,0 metros; una piscina de uso múltiple de 50 por 25 metros con una profundidad operativa de 2,2 metros; y una piscina infantil; dotadas de una tecnología que permite transformar el tamaño y la profundidad de las piscinas universales así como la profundidad de la fosa para saltos. La instalación cuenta con un sistema único de purificación del agua mediante tratamiento con ozono. Todas las piscinas están equipadas con ventanillas de visualización para que los entrenadores puedan seguir el progreso de los atletas, así como para realizar grabación en vídeo y fotografías. También tiene salas de masajes, gimnasios, centro de prensa, sala de conferencias y otras instalaciones necesarias para la celebración de competiciones.
El Palacio de Deportes Acuáticos tiene capacidad para 3.715 espectadores, incluyendo cabinas de prensa y asientos en zona VIP, con gradas plegables especiales para los atletas, que permite aumentar la capacidad hasta 4.185 personas.